# Гунцелин V (граф Шверина)

Шверинское графство (светло-зелёным цветом) на карте северо-восточной Германии

Гунцелин (Гюнцель) V (нем. Gunzelin (Günzel) V.; ум. не ранее 31 октября 1307 и не позднее 5 сентября 1310) — граф Шверина с 1295/1299 года. 
Старший сын Хельмольда III от его первой жены (предположительно это Мехтильда, дочь герцога Альбрехта I Саксонского).
Наследовал отцу после его смерти, последовавшей между 1295 и 1299 годом. Его соправителем считался единокровный брат — Генрих III, но в силу малолетства он при жизни Гунцелина не принимал участия в управлении графством.
Гунцелин V был женат на некоей Мехтильде (ум. 1318), предположительно — из рода графов Гольштейна. О детях ничего не известно.
Гунцелин умер не ранее 31 октября 1307 и не позднее 5 сентября 1310 года. Ему наследовал Генрих III.